# Centrale nucléaire de Khmelnitski
La centrale nucléaire de Khmelnitski se trouve à Netichyn, dans l'oblast de Khmelnitski, à 120 km au nord de Khmelnytskyï et à 275 kilomètres à l’ouest de la capitale Kiev en Ukraine. À proximité se trouve la rivière Horyn.
Le 28 novembre 1979, le ministre de l'énergie et de l'électrification de l'URSS annonce sur le site un projet de centrale de 4 000 MW. Dans les années 1980 commence la construction d'un réservoir d'eau de refroidissement d'une superficie de 22 km2.

## Les réacteurs
Khmelnitski comprend deux tranches en service équipées de réacteurs de conception russe, du type VVER. Les travaux du premier réacteur Khmelnitski 1 - un VVER de 950 MWe - débutent en  1981 pour une mise en service en 1988.
Les travaux d'un second réacteur Khmelnitski 2, identique au premier, démarrent en 1985. La mise en service est initialement prévue en 1991. Mais en 1990, les travaux sont arrêtés en raison d'un moratoire sur les nouvelles centrales  adopté par le parlement ukrainien Verkhovna Rada à la suite de la catastrophe de Tchernobyl. L'achèvement du second réacteur a fait l'objet en 1995 d'un mémorandum entre l'Union européenne, le G7 et l'Ukraine, avec l'octroi d'un crédit de la Banque européenne pour la reconstruction et le développement (BERD). Après la levée du moratoire, la construction a repris et la mise en service de Khmelnitski 2 s'est produite en août 2004. 
| Nom du réacteur | Modèle          | Puissance brute (MW) | Puissance nette (MW) | Début de construction | Raccordement au réseau       | Mise en service commerciale  |
| --------------- | --------------- | -------------------- | -------------------- | --------------------- | ---------------------------- | ---------------------------- |
| Khmelnitski-1   | VVER-1000/V-320 | 1000                 | 950                  | 01.11.1981            | 31.12.1987                   | 13.08.1988                   |
| Khmelnitski-2   | VVER-1000/V-320 | 1000                 | 950                  | 01.02.1985            | 07.08.2004                   | 15.12.2005                   |
| Khmelnitski-3   | VVER-1000/V-320 | 1000                 | 950                  | 01.03.1986            | Construction stoppée en 1990 | Construction stoppée en 1990 |
| Khmelnitski-4   | VVER-1000/V-320 | 1000                 | 950                  | 01.02.1987            | Construction stoppée en 1990 | Construction stoppée en 1990 |

Deux autres réacteurs identiques ont été mis en construction : Khmelnitski 3 depuis le 1er mars 1986, et Khmelnitski 4 depuis le 1er février 1987. Ces deux réacteurs n'ont pas été achevés en raison de la catastrophe de Tchernobyl.
Depuis le démarrage du premier réacteur, le combustible nucléaire de l'Ukraine est fourni par la Russie. 
En 2008, le groupe américain Westinghouse a signé un premier contrat d'approvisionnement en combustible de centrales nucléaires ukrainiennes.
Compte tenu des tensions dans les relations entre la Russie et l'Ukraine à la suite de la crise ukrainienne en 2013, l’Ukraine a signé un nouvel accord de livraison de combustible avec la société américaine Westinghouse le 30 décembre 2014.
En août 2015, les autorités ukrainiennes ont annoncé une fuite d’eau radioactive du réacteur Khmelnitski 1. Elles signalent que la fuite ne présente pas de danger pour la santé de la population.
En novembre 2021, Energoatom signe avec Westinghouse deux accords sur la mise en œuvre de projets pour la construction de deux nouvelles unités de puissance à la centrale nucléaire de Khmelnitsky utilisant la technologie AP1000.